# Biatló als Jocs Olímpics d'hivern de 1968
Als Jocs Olímpics d'Hivern de 1968 celebrats a la ciutat de Grenoble (França) es disputaren dues proves de biatló en categoria masculina, un de 20 quilòmetres i una altra de relleus 4x7,5 quilòmetres.
La prova de 20 km. es realitzà el dia 12 de febrer i la de relleus el dia 15 de febrer de 1968 a les instal·lacions situades a la població d'Autrans. Hi participaren un total de 72 biatletes de 16 comitès nacionals diferents.

## Resum de medalles
| Prova         | Or                                                                                        | Argent                                                        | Bronze                                                                       |
| Biatló 20 km. | Magnar Solberg                                                                            | Aleksandr Tíkhonov                                            | Vladimir Gundartsev                                                          |
| Biatló equips | Unió SovièticaAleksandr Tíkhonov · Nikolay Puzanov · Viktor Mamatov · Vladimir Gundartsev | NoruegaOla Wærhaug · Olav Jordet · Magnar Solberg · Jon Istad | SuèciaLars-Göran Arwidson · Tore Eriksson · Olle Petrusson · Holmfrid Olsson |

## Medaller
| Posició | País           | Or | Argent | Bronze | Total |
| 1       | Unió Soviètica | 1  | 1      | 1      | 3     |
| 2       | Noruega        | 1  | 1      | 0      | 2     |
| 3       | Suècia         | 0  | 0      | 1      | 1     |
|         |                |    |        |        |       |
| Total   | Total          | 2  | 2      | 2      | 6     |